# Orchesellini
Tribu
Les Orchesellini sont une tribu de collemboles de la famille des Orchesellidae.

## Liste des genres
Selon Checklist of the Collembola of the World (version du 24 août 2019) :
- Orchesella Templeton, 1836
- Neorchesella Mari Mutt, 1981

## Publication originale
- Börner, 1906 : Das System der Collembolen nebst Beschreibung neuer Collembolen des Hamburger Naturhistorischen Museums. Jahrbuch der Hamburgischen Wissenschaftlichen Anstalten, vol. 23, no 2, p. 147-186 (texte intégral).